# Jef London
Jef London (overleden in 1965) was een Belgisch politicus en burgemeester van de voormalige gemeente Sint-Pieters-Voeren, gelegen in de Voerstreek, provincie Luik. Hij maakte deel uit van het lokale bestuur in een periode van toenemende communautaire spanningen in de regio.

## Politieke loopbaan
London was jarenlang burgemeester van Sint-Pieters-Voeren. Hij werd lokaal gewaardeerd om zijn rustige leiderschap, persoonlijke betrokkenheid bij zijn medeburgers, en zijn toewijding aan het dorpsleven in een sterk landelijke omgeving. In zijn functie verdedigde hij de belangen van de Franstalige bevolking, die zich verzette tegen een overheveling van de Voerstreek naar de Vlaamstalige provincie Limburg.

## De Voerstreek in context
In de jaren 1960 bevond de Voerstreek zich in het middelpunt van de taalstrijd in België. Door de vastlegging van de taalgrens in 1962–63 werd de overwegend Nederlandstalige streek administratief overgeheveld van de provincie Luik naar de provincie Limburg.
Deze beslissing werd fel betwist door de Franstalige minderheid in de Voerdorpen, waaronder ook lokale burgemeesters zoals London. Zij zagen hierin een bedreiging voor hun taal en cultuur. De beweging Retour à Liège werd opgericht om het behoud binnen Luik af te dwingen, en leidde in de decennia nadien tot herhaalde conflicten en zelfs rellen.

## Overlijden en herinnering
Jef London overleed in 1965, enkele jaren na de overheveling van de Voerstreek naar Limburg. Zijn overlijden werd herdacht in het tijdschrift Heem met een uitgebreid In Memoriam. Hij werd geprezen voor zijn integriteit, zijn sociale bewogenheid en zijn rol als brugfiguur in een gemeenschap in verandering.